# Sergio Bruni

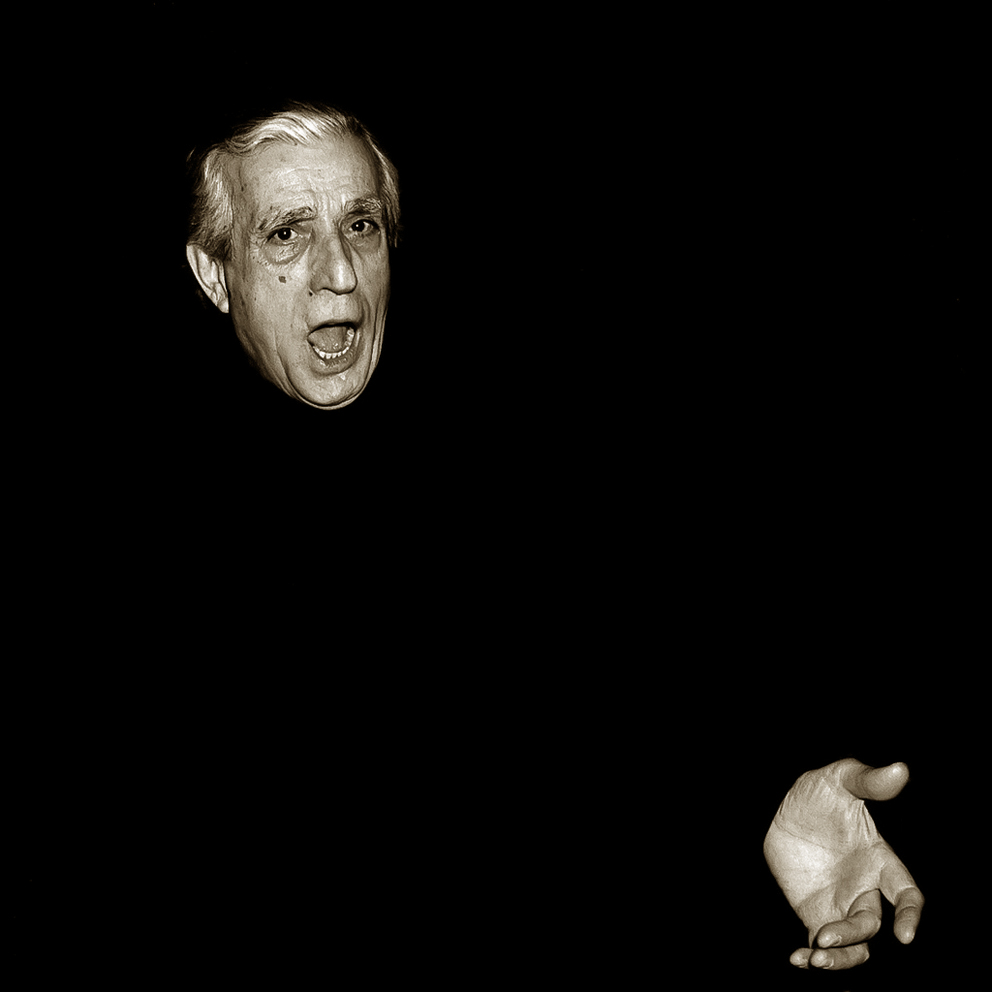
Porträt von Sergio Bruni: Porträt zur Ausstellung in der Abgeordnetenkammer (Camera dei Deputati) – Rom

Sergio Bruni (eigentlich Guglielmo Chianese, * 15. September 1921 in Villaricca; † 22. Juni 2003 in Rom) war ein italienischer Sänger, Gitarrist und Songwriter. Er wurde oft „Die Stimme Neapels“ (La Voce di Napoli) genannt. Bruni hatte eine lange und erfolgreiche Karriere, die vor allem durch seine Interpretationen neapolitanischer Lieder, d. h. traditioneller Lieder aus Neapel, bekannt wurde.

## Leben und Wirken
Guglielmo Chianese wurde in einem Vorort von Neapel geboren und besuchte als Neunjähriger erstmals eine Musikschule. Zwei Jahre später spielte er erstmals in einer lokalen Musikvereinigung Klarinette. 1938 zog die Familie in den Stadtteil Chiaiano um, wo der 17-jährige auf dem Bau zu arbeiten begann.
Im September 1943, als er auf Heimurlaub vom Armeedienst war, hörte er vom Aufstand gegen die deutschen Truppen in Neapel. Zusammen mit einigen Bekannten schloss er sich einer Gruppe von Freiwilligen an, die die deutsche Armee in der Umgebung bekämpften. Auf dem Rückweg von einer Aktion wurde er bei einem Feuergefecht mit deutschen Soldaten schwer verletzt und war künftig dauerhaft gehbehindert. Nach seiner Entlassung aus dem Krankenhaus nahm er ein Musikstudium bei Vittorio Parisi auf, gab am 14. Mai 1944 sein Gesangsdebüt am Königlichen Theater in Neapel und erhielt im Oktober des Jahres einen Vertrag bei Radio Napoli.
Schnell gewann Bruni an Popularität für seinen gefühlvollen Gesangsstil und seine Fähigkeit, die traditionelle neapolitanische Musik einem breiteren Publikum nahezubringen. Zu seinen bekanntesten Liedern gehören „E’ mezzanotte“, „Lo guarracino“ und „Carmela“, die auch heute noch als klassische Beispiele des neapolitanischen Liedgenres beliebt sind.
Sein Einfluss auf die italienische Musik, insbesondere auf die neapolitanische Musik, war bedeutend, da er dazu beitrug, die Tradition am Leben zu erhalten und sie neuen Generationen nahe zu bringen. Brunis Beiträge zur Musikindustrie wurden im Laufe seiner Karriere mit zahlreichen Preisen und Auszeichnungen gewürdigt.